# Ciampolo da Navarra

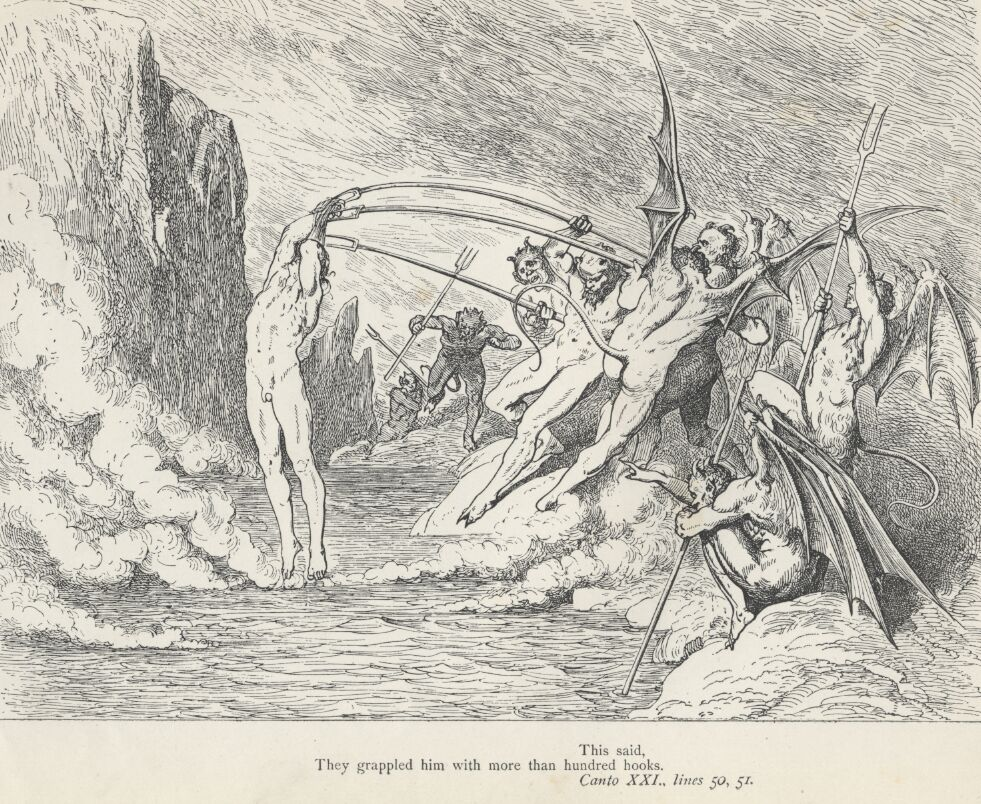
I diavoli Malebranche straziano l'anima di Ciampolo, illustrazione di Gustave Doré

Ciampólo (da Gian Paolo, o Jean Paul), originario del regno di Navarra, è un personaggio della Divina Commedia di Dante Alighieri, incontrato nel canto ventiduesimo, nella quinta bolgia dell'ottavo cerchio, tra i barattieri.
(Inferno XXII, vv. 48-54)
Di questo personaggio nulla si sa, se non quello che ci viene detto da Dante stesso: fu al servizio del re Tebaldo II di Navarra, (V come conte di Champagne), sotto il quale commise malversazioni. Lo stesso nome Ciampolo, peraltro, non compare nel testo, ma viene attribuito al personaggio dagli antichi commentatori. Per questo è stato anche identificato col poeta giullaresco Rutebeuf, anch'egli attivo alla corte di re Tebaldo, del quale commemorò la partecipazione alla Crociata di San Luigi.